# Geo. F. Trumper

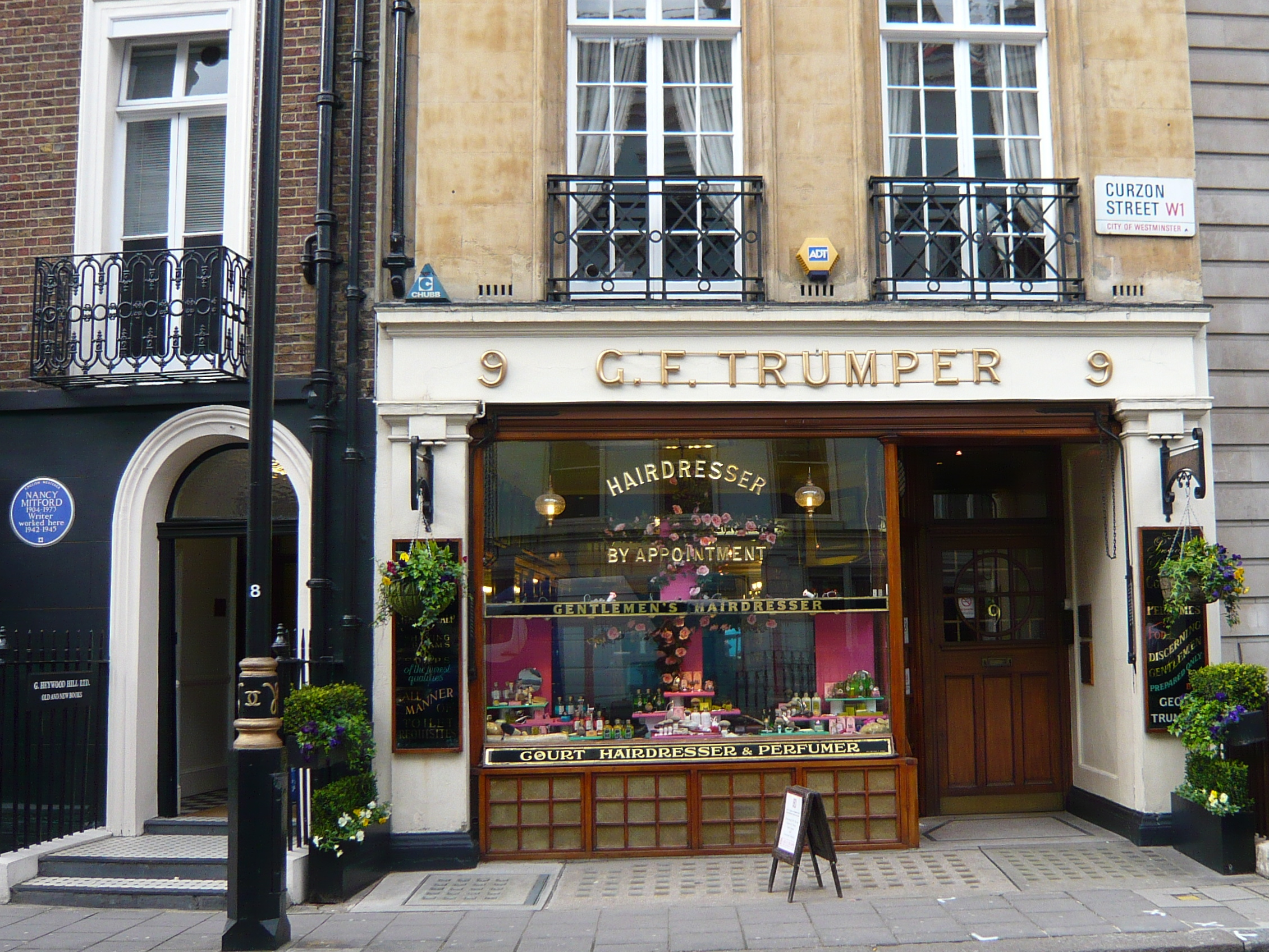
Geo. F. Trumper in der Curzon Street.

Geo. F. Trumper ist ein Herrenfriseur, Barbershop und eine Parfümerie in London und wurde im späten 19ten Jahrhundert von George Trumper als Geschäft in der Curzon Street 9 in Mayfair gegründet.
Heute hat Geo. F. Trumper zwei Standorte das original Geschäft in der Curzon Street und ein zweites in der Duke of York Street in London, genannt der St. James's Shop.
Geo. F. Trumper ist einer der ältesten und renommiertesten Barbershops in London, zahlreiche Reiseführer für London empfehlen den Besuch des Barbiers bei einem London-Besuch. Zu seinen Kunden gehören bzw. gehörten u. a. Boris Johnson, Fred Astaire, Sir Winston Churchill und zahlreiche weitere Prominente. Auch Ian Fleming war Kunde von Trumper und erwähnte Trumpers Duftrichtung "Eucris" im James-Bond-Roman "On Her Majesty's Secret Service". Torsten Körner beschreibt in seinem Buch "Probeliegen: Geschichten vom Tod" pointiert und leicht ironisch die Bedeutung von Geo. F. Trumpers für "die Rasur britischer Gentleman".
Trumper verkauft Rasierkosmetik wie Rasierseifen und Rasiercremes, viele Aftershaves und Eau de Toilette sowie eine kleine Auswahl Herrenausstattung.

## Kritik
In seinem Buch "Advertising Culture and Translation: From Colonial to Global" kritisiert Renato Tomei am Beispiel Geo. F. Trumpers, die überholte koloniale und imperialistische Marketingstrategie bestimmter englischer Unternehmen. So bewirbt Geo. F. Trumpers seine "Limes" Duftserie mit Hinweisen auf eine durch Engpässe im Ersten Weltkrieg ausgelöste Umstellung der Verpackung auf rosarotes Papier anstelle der klassischen Farbe Grün für Lime-Düfte.